# Cyclaspis dentifrons
Cyclaspis dentifrons is een zeekommasoort uit de familie van de Bodotriidae. De wetenschappelijke naam van de soort is voor het eerst geldig gepubliceerd in 1944 door Zimmer.